# Grande Prêmio do Brasil de 1974
Resultados do Grande Prêmio do Brasil de Fórmula 1 realizado em Interlagos em 27 de janeiro de 1974. Segunda etapa do campeonato, foi vencido pelo brasileiro Emerson Fittipaldi, da McLaren-Ford, com Clay Regazzoni em segundo pela Ferrari e Jacky Ickx em terceiro pela Lotus-Ford.

## Resumo
Última corrida do piloto norte-americano Peter Revson.

## Classificação

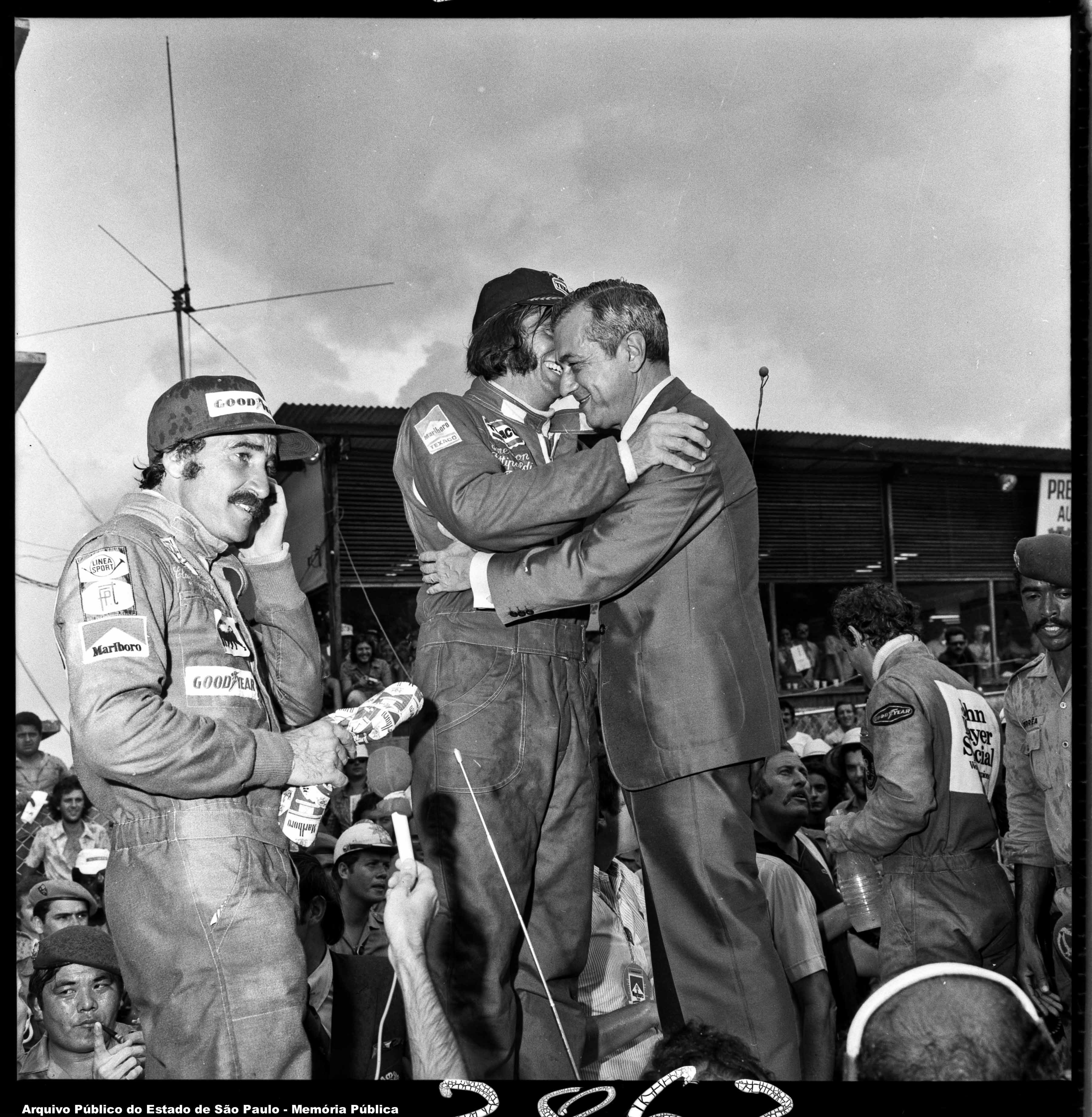
Pódio do GP Brasil de 1974.
Da esquerda para a direita: Clay Regazzoni, Emerson Fittipaldi (cumprimentado pelo governador de São Paulo Laudo Natel e de costas Jacky Ickx.
Arquivo Público do Estado de São Paulo

### Treinos
| 1       | Emerson Fittipaldi   | McLaren-Ford      | 2:32.97 | —      |
| 2       | Carlos Reutemann     | Brabham-Ford      | 2:33.21 | + 0.24 |
| 3       | Niki Lauda           | Ferrari           | 2:33.77 | + 0.80 |
| 4       | Ronnie Peterson      | Lotus-Ford        | 2:33.82 | + 0.85 |
| 5       | Jacky Ickx           | Lotus-Ford        | 2:34.64 | + 1.67 |
| 6       | Peter Revson         | Shadow-Ford       | 2:34.66 | + 1.69 |
| 7       | Mike Hailwood        | McLaren-Ford      | 2:34.95 | + 1.98 |
| 8       | Clay Regazzoni       | Ferrari           | 2:35.05 | + 2.08 |
| 9       | Arturo Merzario      | Iso-Marlboro-Ford | 2:35.15 | + 2.18 |
| 10      | Jochen Mass          | Surtees-Ford      | 2:35.43 | + 2.46 |
| 11      | Denny Hulme          | McLaren-Ford      | 2:35.54 | + 2.57 |
| 12      | José Carlos Pace     | Surtees-Ford      | 2:35.63 | + 2.66 |
| 13      | Hans Joachim Stuck   | March-Ford        | 2:35.64 | + 2.67 |
| 14      | Jody Scheckter       | Tyrrell-Ford      | 2:35.78 | + 2.81 |
| 15      | John Watson          | Brabham-Ford      | 2:36.06 | + 3.09 |
| 16      | Patrick Depailler    | Tyrrell-Ford      | 2:36.21 | + 3.24 |
| 17      | Jean-Pierre Beltoise | BRM               | 2:36.49 | + 3.52 |
| 18      | James Hunt           | March-Ford        | 2:37.24 | + 4.27 |
| 19      | Jean-Pierre Jarier   | Shadow-Ford       | 2:37.63 | + 4.66 |
| 20      | Howden Ganley        | March-Ford        | 2:37.65 | + 4.68 |
| 21      | Graham Hill          | Lola-Ford         | 2:38.62 | + 5.65 |
| 22      | Henri Pescarolo      | BRM               | 2:38.80 | + 5.83 |
| 23      | François Migault     | BRM               | 2:39.20 | + 6.23 |
| 24      | Richard Robarts      | Brabham-Ford      | 2:39.85 | + 6.88 |
| 25      | Guy Edwards          | Lola-Ford         | 2:42.15 | + 9.18 |
| Fontes: |                      |                   |         |        |

### Corrida
| Pos.    | Nº | Piloto               | Construtor        | Voltas | Tempo/Diferença  | Grid | Pontos |
| ------- | -- | -------------------- | ----------------- | ------ | ---------------- | ---- | ------ |
| 1       | 5  | Emerson Fittipaldi   | McLaren-Ford      | 32     | 1:24:37.06       | 1    | 9      |
| 2       | 11 | Clay Regazzoni       | Ferrari           | 32     | + 13.57          | 8    | 6      |
| 3       | 2  | Jacky Ickx           | Lotus-Ford        | 31     | + 1 volta        | 5    | 4      |
| 4       | 18 | José Carlos Pace     | Surtees-Ford      | 31     | + 1 volta        | 12   | 3      |
| 5       | 33 | Mike Hailwood        | McLaren-Ford      | 31     | + 1 volta        | 7    | 2      |
| 6       | 1  | Ronnie Peterson      | Lotus-Ford        | 31     | + 1 volta        | 4    | 1      |
| 7       | 7  | Carlos Reutemann     | Brabham-Ford      | 31     | + 1 volta        | 2    |        |
| 8       | 4  | Patrick Depailler    | Tyrrell-Ford      | 31     | + 1 volta        | 16   |        |
| 9       | 24 | James Hunt           | Hesketh-Ford      | 31     | + 1 volta        | 18   |        |
| 10      | 14 | Jean-Pierre Beltoise | BRM               | 31     | + 1 volta        | 17   |        |
| 11      | 26 | Graham Hill          | Hill-Ford         | 31     | + 1 volta        | 21   |        |
| 12      | 6  | Denny Hulme          | McLaren-Ford      | 31     | + 1 volta        | 11   |        |
| 13      | 3  | Jody Scheckter       | Tyrrell-Ford      | 31     | + 1 volta        | 14   |        |
| 14      | 15 | Henri Pescarolo      | BRM               | 30     | + 2 voltas       | 22   |        |
| 15      | 8  | Richard Robarts      | Brabham-Ford      | 30     | + 2 voltas       | 24   |        |
| 16      | 37 | François Migault     | BRM               | 30     | + 2 voltas       | 23   |        |
| 17      | 19 | Jochen Mass          | Surtees-Ford      | 30     | + 2 voltas       | 10   |        |
| Ret     | 28 | John Watson          | Brabham-Ford      | 27     | Embreagem        | 15   |        |
| Ret     | 9  | Hans-Joachim Stuck   | March-Ford        | 24     | Transmissão      | 13   |        |
| Ret     | 17 | Jean-Pierre Jarier   | Shadow-Ford       | 21     | Freios           | 19   |        |
| Ret     | 20 | Arturo Merzario      | Iso Marlboro-Ford | 20     | Acelerador       | 9    |        |
| Ret     | 16 | Peter Revson         | Shadow-Ford       | 10     | Superaquecimento | 6    |        |
| Ret     | 10 | Howden Ganley        | March-Ford        | 8      | Ignição          | 20   |        |
| Ret     | 27 | Guy Edwards          | Hill-Ford         | 2      | Motor            | 25   |        |
| Ret     | 12 | Niki Lauda           | Ferrari           | 2      | Chassi           | 3    |        |
| Fontes: |    |                      |                   |        |                  |      |        |

## Tabela do campeonato após a corrida
| Pos.    | Piloto             | Pontos |
| ------- | ------------------ | ------ |
| 1       | Clay Regazzoni     | 10     |
| 2       | Emerson Fittipaldi | 9      |
| 3       | Denny Hulme        | 9      |
| 4       | Niki Lauda         | 6      |
| 5       | Mike Hailwood      | 5      |
| Fontes: |                    |        |

| Pos.    | Construtor   | Pontos |
| ------- | ------------ | ------ |
| 1       | McLaren-Ford | 18     |
| 2       | Ferrari      | 12     |
| 3       | Lotus-Ford   | 4      |
| 4       | Surtees-Ford | 3      |
| 5       | BRM          | 2      |
| Fontes: |              |        |

- Nota: Somente as primeiras cinco posições estão listadas. Em 1974 os pilotos computariam sete resultados nas oito primeiras corridas do ano e seis nas últimas sete. Neste ponto esclarecemos: na tabela dos construtores figurava somente o melhor colocado dentre os carros do mesmo time.